# Enno Schmidt

Enno Schmidt 2016

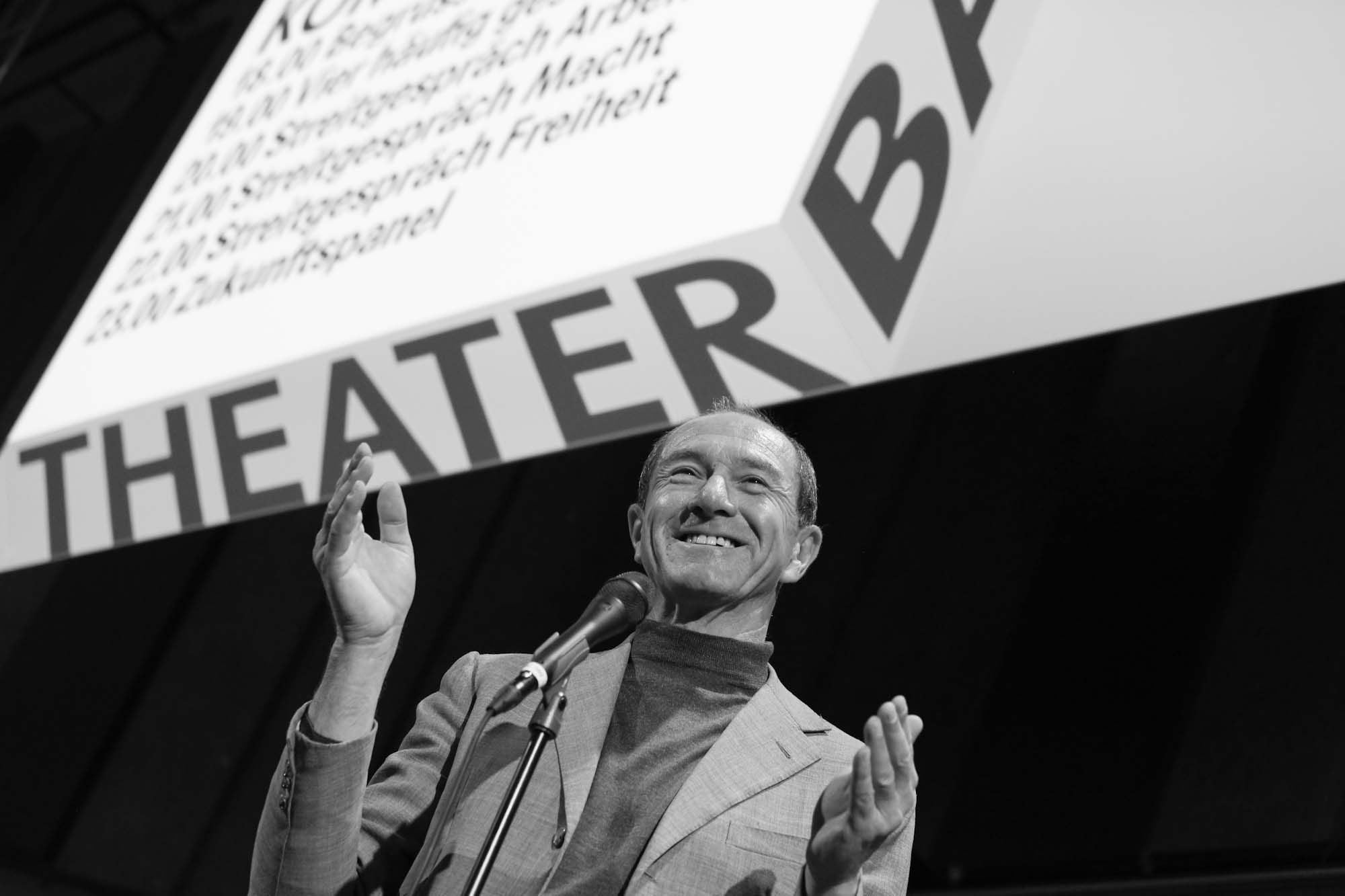
Enno Schmidt bei Veranstaltung: „Lange Nacht des Grundeinkommens“, Theater Basel, 2016

Enno Schmidt (* 14. November 1958 in Osnabrück) ist ein deutscher Künstler und Mitbegründer der Schweizer  Initiative Grundeinkommen.

## Leben
Enno Schmidt wuchs in Osnabrück auf und studierte Malerei an der Städelschule, Hochschule für Bildende Künste in Frankfurt am Main. Einzel- und Gruppenausstellungen im In- und Ausland, Frankfurter Kunstpreis des Lions Club.
1990 bewirkte er ein exemplarisches Zusammengehen von Kunst und Wirtschaft mit der Start-Skulptur „Aktion Baumkreuz“ und gründete zusammen mit Unternehmern und Künstlern das Unternehmen Wirtschaft und Kunst – erweitert gGmbH, dessen geschäftsführender Gesellschafter er bis 1996 war. Ab 2000 wirkte Enno Schmidt mit am Aufbau des Studienganges Soziale Skulptur an der Oxford Brookes University und am Aufbau der Zukunftsstiftung Soziales Leben in der Treuhandstelle der GLS Bank in Bochum. Am Interfakultativen Institut für Entrepreneurship an der Universität Karlsruhe, dem Lehrstuhl von Götz Werner, führte er 2005 bis 2007 einen Lehrauftrag durch.
2006 gründete Enno Schmidt zusammen mit dem Unternehmer Daniel Häni in Basel die Initiative Grundeinkommen Schweiz. Sein Film „Grundeinkommen – ein Kulturimpuls“, den er 2008 zusammen mit Daniel Häni herausbrachte, erreichte über eine Million Zuschauer und wurde in 20 Sprachen übersetzt.
Im Oktober 2013 reichte die Initiative 126'000 Unterschriften für eine Volksabstimmung über die Einführung des bedingungslosen Grundeinkommens in der Schweiz  ein. Bei der nationalen Volksabstimmung am 5. Juni 2016 wurde das bedingungslose Grundeinkommen abgelehnt. Enno Schmidt ist im Basic Income Earth Network tätig.
Seit Juli 2019 ist Enno Schmidt Wissenschaftlicher Mitarbeiter an der neu eingerichteten Götz Werner Professur für Wirtschaftspolitik und Ordnungstheorie an der Albert-Ludwigs-Universität Freiburg. Er ist dort für die Netzwerkarbeit und Öffentlichkeitswirksamkeit der Grundeinkommensforschung zuständig und unterstützt den Aufbau des interdisziplinären Freiburg Institut zur Erforschung des Grundeinkommens (FRIBIS).

## Ausstellungen

### Gruppenausstellungen
- 1990: „The Pleasures within Distances“, Galerie W.I.N.D.O.W., Sydney
- 1994: Frankfurter Preisträger, Galerie ak, Frankfurt/M
- 1998: „8x8x8“, Frankfurter Kunstverein, Frankfurt/M
- 1999: „On Paper“, Stalke Galerie, Kopenhagen
- 2000: „Alles 700“, Museum für Moderne Kunst, Frankfurt/M
- 2000: „Seventy in two thousend on the road to Meikle Seggie“, Stanley Picker Gallery, London
- 2003: „Ökonomie der Kunst“, Projektzentrum für Zeitgenössische Kunst, Dresden
- 2005: „Produkt und Vision“, Kunstfabrik am Flutgraben, Berlin

### Einzelausstellungen
- 1990: „Cure“, Galerie Sander, Kassel
- 1990: „Stand der Dinge“, Heine Fabrik, Offenbach am Main
- 1993: „Werrabrücke“, Galerie Strauss und Adamopoulos, Frankfurt/M
- 1995: „Kronen“, Galerie Strauss und Adamopoulos, Frankfurt/M
- 1998: „Unternehmensbetrachtung“, Berger Kirche, Düsseldorf
- 2000: „Oxford Series“, The Arena, Oxford

## Filme
- 2008: Grundeinkommen – ein Kulturimpuls
- 2009: Wir machen Demokratie – Grundeinkommen im Bundestag
- 2012: Stimmen zum Grundeinkommen
- 2012: Ansichten eines Mönchs
- 2012: Kultur ist die Basis der Wirtschaft
- 2012: Grundeinkommen im Blick der Wissenschaft
- 2013: Tanz in den Mai
- 2013: Goldener Oktober
- 2013: Schweizer Rekordsammeln
- 2014: Income and Health
- 2014: Pay for it
- 2015: Bedingungsloses Grundeinkommen in China

## Bücher
- 1994, mit Klaus Wolbert (Hrsg.), Idee Unternehmen Wirtschaft und Kunst, Gesprächsforum Mathildenhöhe, Konferenzschrift, 1994, Darmstadt, DNB 941336018
- 2016, mit Daniel Straub und Christian Müller (co. Autoren), Limmat Verlag, Zürich. ISBN 978-3-85791-806-3
- Tagungsband, 2006: „Symposium Grundeinkommen: bedingungslos“ – Die Begründung des Grundeinkommen aus der Kunst, Universität Karlsruhe